# Standby

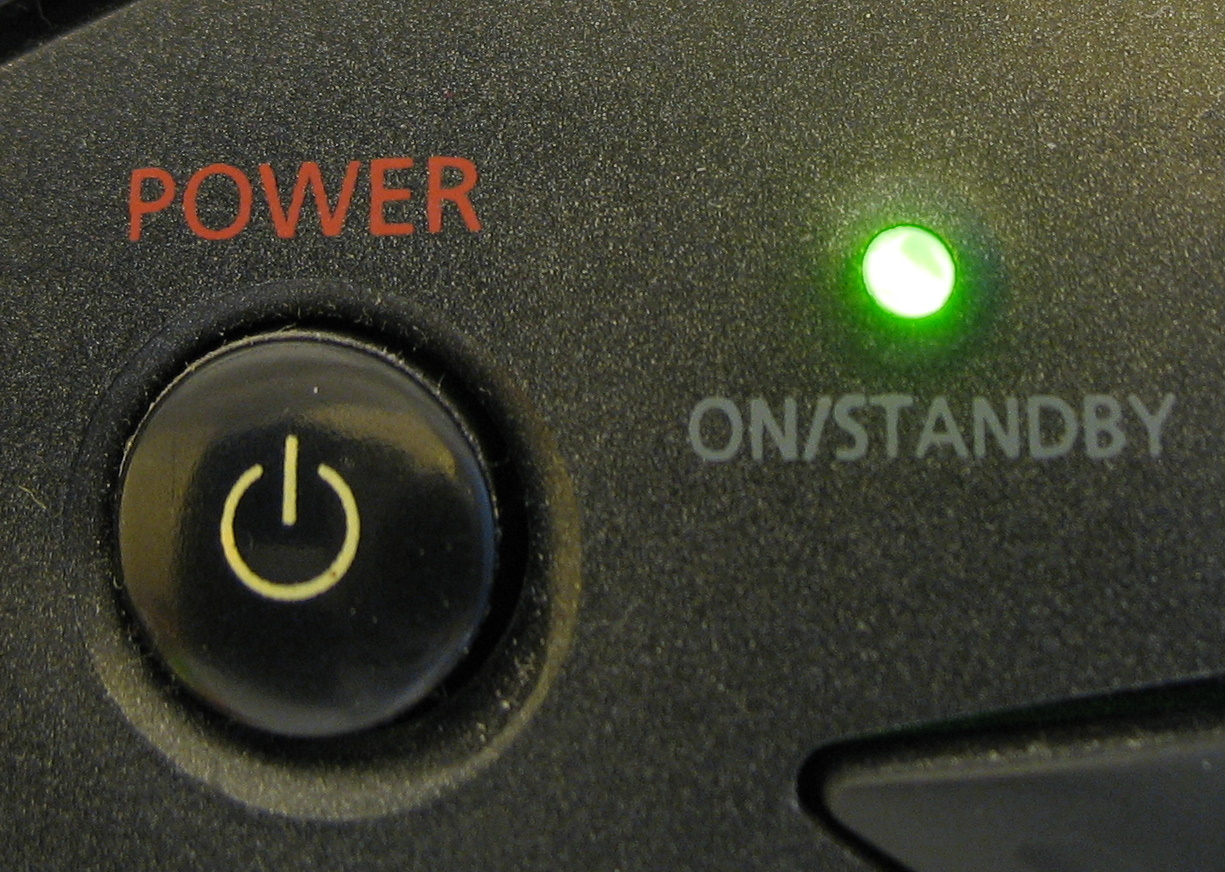
Indicador de Standby junto al interruptor de encendido de un electrodoméstico

Standby (pronunciado UK /ˈstændbaɪ/ US /ˈstændˌbaɪ/; varias acepciones, en este caso quiere decir «en función»; a veces hispanizado como «estanbai») es el modo en espera de diferentes aparatos electrónicos, tales como televisión, reproductores de aúdio o vídeo, aire acondicionado, algunos modelos de frigoríficos, algunas vitrocerámicas, computadoras (ordenadores), alimentadores/cargadores, etc. En stand by, el aparato se encuentra conectado a la espera de recibir órdenes, por lo que consume energía eléctrica. También se conoce como consumo vampiro. Según el informe de RAE del año 2010, se calcula que en España un 2 % del consumo de una vivienda se produce por aparatos electrónicos conectados en stand by. Se recomienda que para ahorrar energía, averías, dinero y evitar contaminación se desconecten los aparatos electrónicos de manera que cuando no se vayan a utilizar queden totalmente desconectados de la red eléctrica.